# Susquehanna Depot
Susquehanna Depot, souvent appelé Susquehanna, est un borough du comté de Susquehanna, dans le Commonwealth de Pennsylvanie, aux États-Unis. Sa population s’élevait à 1 643 habitants lors du recensement de 2010, estimée à 1 529 habitants en 2017.

## Personnalité liée à la ville
Le psychologue B. F. Skinner est né à Susquehanna Depot en 1904.

## Galerie photographique

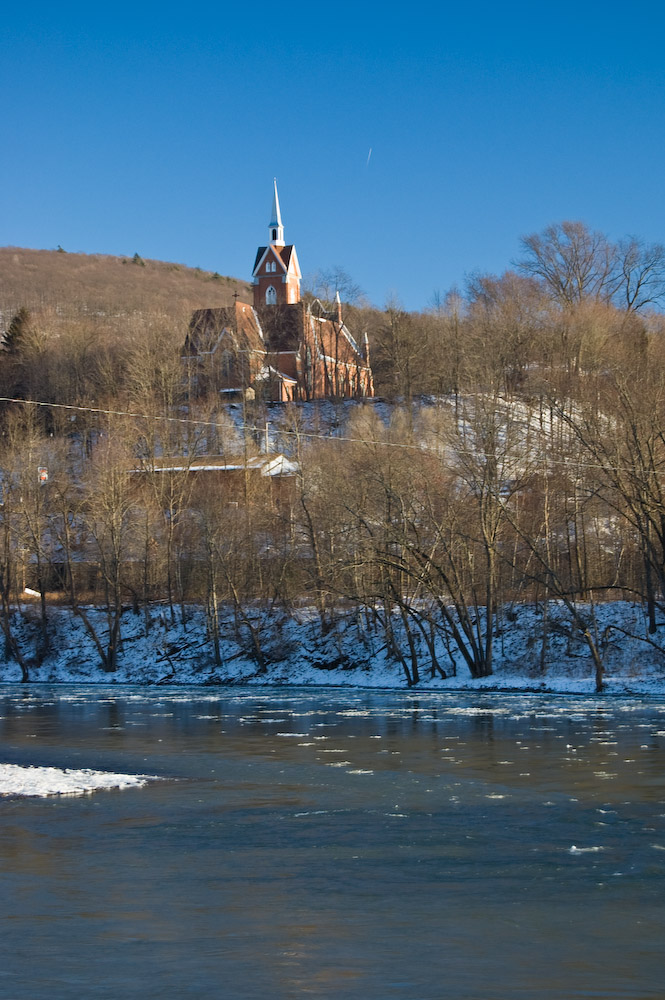
L’église Saint-jean Baptiste
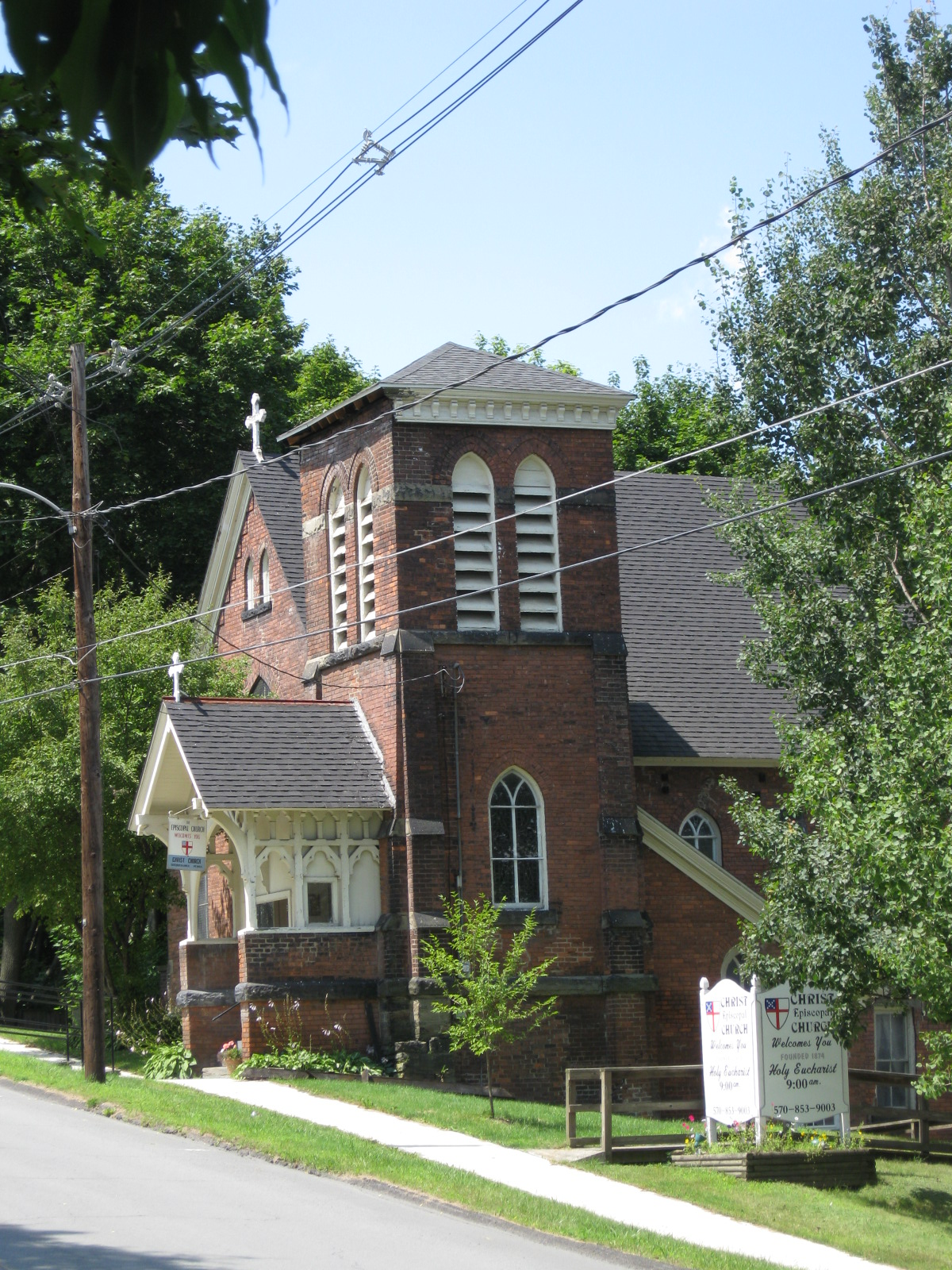
L’église du Christ
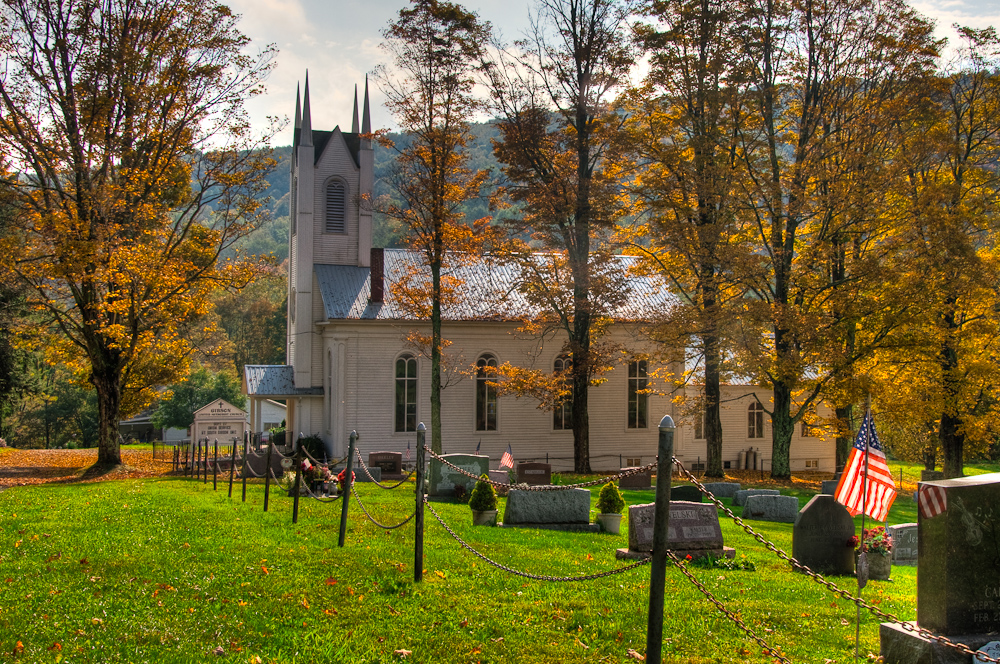
L’église méthodiste
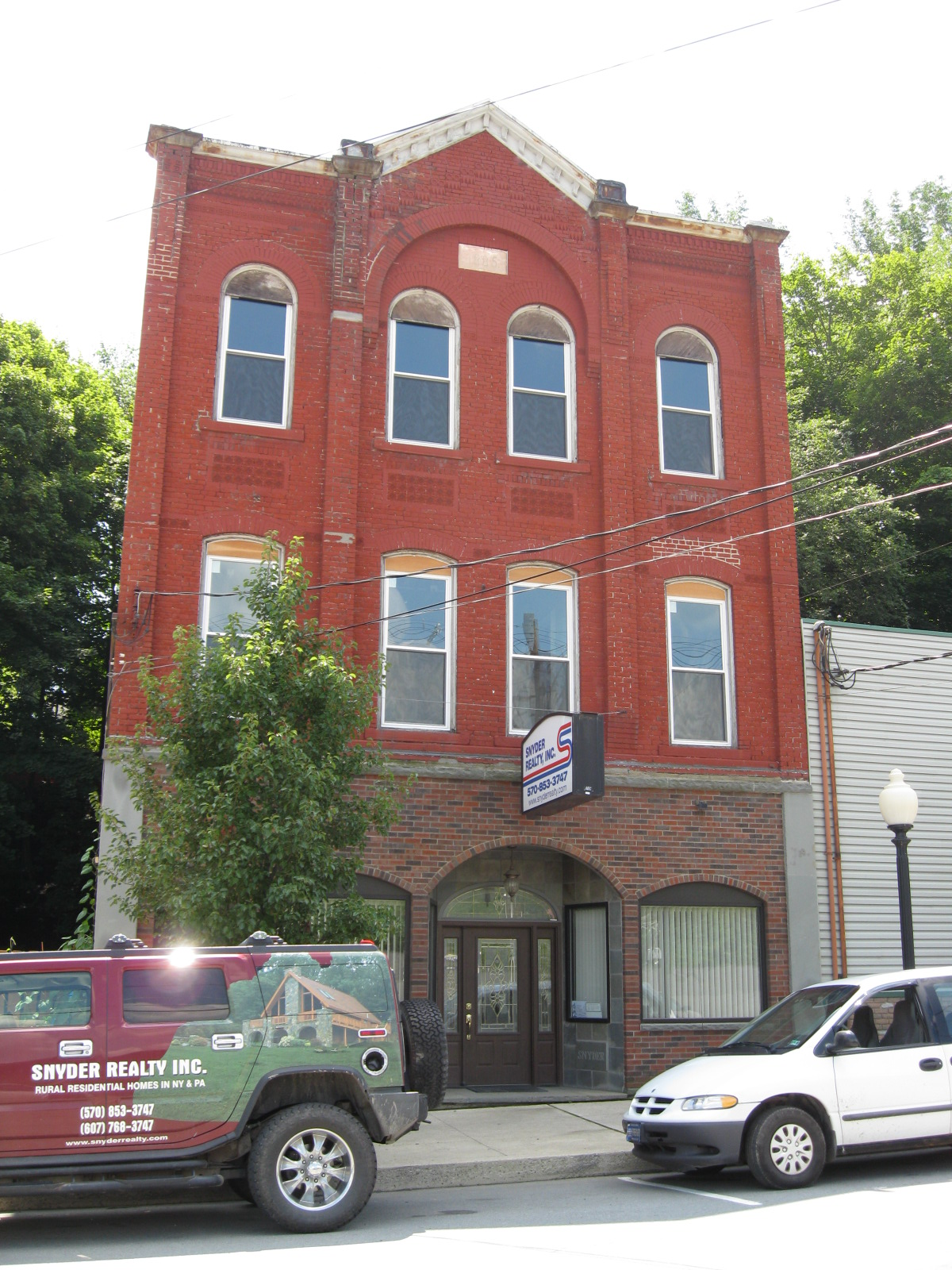
Susquehanna Depot en 2009

## Source
- (en) Cet article est partiellement ou en totalité issu de l’article de Wikipédia en anglais intitulé « Susquehanna Depot, Pennsylvania » (voir la liste des auteurs).